# Dargiele
Dargiele (deutsch Dargels) war ein Ort in der polnischen Woiwodschaft Ermland-Masuren. Seine Ortsstelle liegt im Gebiet der Stadt-und-Land-Gemeinde Orneta (Wormditt) im Powiat Lidzbarski (Kreis Heilsberg).

## Geographische Lage
Dargiele liegt nordseitlich der Drewenz (polnisch Drwęca Warmińska) im Nordwesten der Woiwodschaft Ermland-Masuren, 36 Kilometer südöstlich der früheren Kreisstadt Braunsberg (polnisch Braniewo) bzw. 23 Kilometer westlich der heutigen Kreismetropole Lidzbark Warmiński (deutsch Heilsberg).

## Geschichte
Zu dem kleinen Gutsort Dargels gehörte ein Sägewerk, das 600 Meter südöstlich des Gutes lag. Im Jahre 1874 wurde die Landgemeinde Dargels Teil des neu errichteten Amtsbezirks Migehnen (polnisch Mingajny) im ostpreußischen Kreis Braunsberg, Regierungsbezirk Königsberg. Das Dorf zählte im Jahre 1910 26 Einwohner.
Am 30. September 1928 verlor Dargels seine Eigenständigkeit. Es wurde in den Nachbarort Migehnen eingemeindet.
Dargels trägt die polnische Namensform „Dargiele“ seitdem das gesamte südliche Ostpreußen 1945 in Kriegsfolge an Polen abgetreten wurde. Der Ort verlor an Bedeutung, wird heute gar nicht mehr genannt, gilt als untergegangen, und ist vielleicht im Nachbarort Mingajny aufgegangen. Die Ortsstelle liegt in der Gmina Orneta (Stadt-und-Land-Gemeinde Wormditt) im Powiat Lidzbarski (Kreis Heilsberg).

## Religion
Dargiele gehört heute wie Dargels vor 1945 zur römisch-katholischen Pfarrei Mingajny (Migehnen) im Erzbistum Ermland. Auch war das Dorf in die evangelische Kirche Wormditt in der Kirchenprovinz Ostpreußen der Kirche der Altpreußischen Union eingegliedert. Heute ist das Dorf der Diözese Masuren der Evangelisch-Augsburgischen Kirche in Polen zugeordnet.

## Verkehr
Dargiele liegt an der verkehrsreichen Woiwodschaftsstraße 513, die von Krosno (Krossen, Kreis Preußisch Holland) aus die Städte Pasłęk (Preußisch Holland), Orneta (Wormditt) und Lidzbark Warmiński (Heilsberg) miteinander verbindet und weiter bis nach Wozławki (Wuslack) führt. Eine Bahnanbindung besteht nicht.